# بتاو
البتاو هو خبز مسطح مخمر من مصر. يستهلك على نطاق واسع في الريف المصري. تختلف المكونات الرئيسية للخبز حسب المنطقة. يرجع تاريخه إلى المصريين القدماء، يشبه العيش الشمسي، ولكنه يختلف عنه بأن مكونه الأساسي هو دقيق الذرة ومطحون الحلبة.  
يحتل البتاو مكانة كبيرة على موائد إقليم صعيد مصر، للأغنياء والفقراء معاً. يعد أحد أنواع الخبز الموروثة عن المصريين القدماء التي سُجلت طريقتها على جدران بعض المعابد المصرية القديمة في الأقصر وأسوان. ويرى عديد من علماء مصر أن اسم هذا الخبز البتاو مشتق من الكلمة المصرية باتي التي تعني الخبز. ويطلق على هذا الخبز في أرياف صعيد مصر عمدة الموائد.

## أصل التسمية
أصل تسمية البتاو ترجع إلى المصريين القدماء، حيث كانت كلمة خبز تكتب على شكل رغيف مستدير وتنطق تا أو تي، وعندما أراد المصري القديم أن يعبر عن الغذاء الأساسي والذي يعني العيش عبر عنه بكلمة مصرية قديمة معناها خبز الفرن الساخن .. وهي من مقطعين "بات" بمعنى خبز و"تاو" بمعنى نار الفرن لتصبح الكلمة باتاوواشتق منها لفظ باتيه في اللاتينيه والفرنسيه.
كلمة باتيه تشير إلى نوع من المخبوزات الفرنسية، عرف المصري القديم الخبز بأنواعه، سواء من الشعير والقمح أو من الذرة، كما أن مقدمة شكاوى الفلاح الفصيح، دلت على أن غذاء المصريين الشعبي اعتمد على البتاو بأنواعه.

## تاريخه
يرجع تاريخ البتاو للعصر المصري القديم وتناقلته الأجيال حتى وصل إلينا والدليل على ذلك أن كلمة بتاو في حد ذاتها كلمة مصرية قديمة ومعناها طعام الآلهة لذا فإن هذا الخبز كان من أنواع الطعام المقدسة التي يتم تقديمها كقرابيين لأنه من أطيب الأكلات وأنواع الخبز على الإطلاق.
البتاو هو خبز صحي كان يتم إعداده منذ آلاف السنين في البيوت المصرية من خلط نوعين من الدقيق مع القليل من الخميرة والماء وشكله يشبه إلى حد كبير شكل العيش المرحرح الموجود حاليا في محافظات الوجه البحري ولكنه كان أكثر سمكا منه.

## طريقة الخبز
وطريقة عمل البتاو سهلة جدا حيث يتم خلط أنواع الدقيق المستخدمة مع الماء والخميرة والقليل من الملح ويتم عجنهم جيدا ثم تترك العجينة لترتاح وتتخمر قليلا ثم تفرد بالنشابة بحجم متوسط الارتفاع ويتم إدخالها الفرن البلدي الساخن حتى يكتمل نضج البتاو.
غالبًا ما يُصنع في أسيوط من الشعير أو الذرة أو خليط من الشعير والقمح. في أخميم يُصنع عادةً من الذرة والحلبة، بينما في قنا، الواقعة جنوبًا في صعيد مصر، يُصنع حصريًا من الشعير.
غالبًا ما يأكله المزارعون في الريف مع أنواع مختلفة من الجبن الأبيض الطري كوجبة خفيفة بين الإفطار والعشاء.

## فوائده
يحتوي البتاو على قيمة غذائية كبيرة نتيجة احتواءه على خليط أنواع متعددة من الحبوب المطحونة مما يساعد الإنسان في الوقاية من مشاكل المعدة والضعف والهزل لأنه يمنح الجسم قدر كبير من الطاقة أما العيش البتاو الذي يدخل في صناعته الحلبة فيساعد في الوقاية من أمراض عديدة جدا منها الأمراض المرتبطة بزيادة الكوليسترول في الدم مثل القلب والسكري.